# شکارچیان ذهن
شکارچیان ذهن (انگلیسی: Mindhunters) فیلمی در ژانر جنایی، ترسناک، اسلشر، و اکشن به کارگردانی رنی هارلین است که در سال ۲۰۰۴ منتشر شد.

## خلاصه
هفت مامور FBI برای این که تبدیل به شکارچیان قاتلین سریالی شوند باید آزمونی سخت را پشت سر بگذارند. اگر در این امتحان برنده شوند، ماموریت های مهم و خطیر به آنها واگذار خواهد شد. مامور هریس که فردی غیرعادی است، مسئول آموزش گروه است. او گروه را به جزیره ای متروک برده و به حال خود رهایشان می کند. مامورین به زودی در می یابند که نتیجه این امتحان ثابت خواهد کرد که یکی از خودشان قاتلی سریالی است. اما خیلی زود در جریان تحقیقات با کشته شدن یکی از اعضای گروه متوجه می شوند که این یک امتحان نیست. یکی از افراد تیم واقعاً قاتل است…

## بازیگران
- ایان بیلی
- کلیفتن کلینز جونیور
- وال کیلمر
- جانی لی میلر
- کاترین موریس
- کریستین اسلیتر
- ال ال کول جی
- پاتریشیا ولاسکوئز
- ویل کمپ
- تره‌ور وایت
- آنتونی کامرلینگ